# Khémisset
Khémisset (arabiska: الخميسات, berberspråk ⵅⴻⵎⵉⵙⵙⴻⵜ) är en stad i Marocko och är administrativ huvudort för provinsen Khémisset som är en del av regionen Rabat-Salé-Kénitra. Folkmängden uppgick till 131 542 invånare vid folkräkningen 2014.